# Nathy Peluso: Bzrp Music Sessions Vol. 36
Nathy Peluso: Bzrp Music Sessions Vol. 36 è un singolo del produttore discografico argentino Bizarrap e della cantante argentina Nathy Peluso, pubblicato il 27 novembre 2020.

## Tracce
1. Nathy Peluso: Bzrp Music Sessions Vol. 36 – 2:51 (Natalia Peluso)

## Classifiche
| Classifica (2020) | Posizione massima |
| ----------------- | ----------------- |
| Spagna            | 11                |